# Веллингтон, Валери
Валери Веллингтон (англ. Valerie Wellington, настоящее имя Валери Эйлен Холл (англ. Valerie Eileen Hall); 14 ноября 1959, Чикаго, Иллинойс, США  — 2 января 1993, Мейвуд, Иллинойс, США) — американская блюзовая певица, актриса. Номинантка Blues Music Awards в номинации «Женщина-исполнительница современного блюза» (1984).

## Биография
Валери Эйлен Холл родилась в 1959 году в Чикаго. Она получила академическое образование оперной певицы и окончила консерваторию American Conservatory of Music в Чикаго, но в 1982 году стала петь блюз в клубах Чикаго. Также она работала в театре в ролях ранних блюзовых певиц, таких как Ма Рейни и Бесси Смит. В 1984 году она выступила на фестивале блюза в Сан-Франциско вместе с Маршей Болл и Кэти Уэбстер. В том году она выпустила свой дебютный альбом Million Dollar Secret с участием Санниленда Слима, Билли Бранча и Мэджика Слима, и получила номинацию на премию «Исполнительница современного блюза» (1984) Blues Music Awards. В своих работах певица смешивала традиционный водевильный подход к представлению с современным чикагским блюзом. 
В 1989 году запись песни Whole Lotta Shakin’ Goin’ On в исполнении Валери Вашингтон стал саундтреком к фильму Большие огненные шары, где певица ненадолго появилась в роли Биг Мэйбелл, первой исполнительницы этой песни. В том же году она гастролировала в Японии с блюзовым музыкантом Карлосом Джонсоном. Результатом гастролей стал альбом Life in the Big City вышедший в Японии. 
Валери Вашингтон умерла от разрыва церебральной аневризмы 2 января 1993 года, похоронена на кладбище Restvale Cemetery.
«Насыщенное звучание Веллингтон сочетало в себе влияние современных певцов, таких как Рэй Чарльз и Коко Тейлор, с классическими стилями Бесси Смит и Ма Рейни» .

## Дискография
| Год  | Название              | Лейбл               |
| ---- | --------------------- | ------------------- |
| 1984 | Million Dollar Secret | Flying Fish Records |
| 1987 | The New Bluebloods    | Alligator Records   |
| 1991 | Life in the Big City  | GBW (Japan)         |